# Prêmio Saturno de 2008
O Prêmio Saturno de 2008 foi a trigésima quarta edição do Prêmio Saturno. A cerimônia de entrega ocorreu em 24 de junho de 2008, no Universal City Hilton Hotel, em Los Angeles, nos Estados Unidos.

## Premiados

### Cinema
| Categoria                              | Vencedor                                       | Indicados |
| -------------------------------------- | ---------------------------------------------- | --- |
| Melhor Filme de Ficção Científica      | Cloverfield                                    | Fantastic Four: Rise of the Silver Surfer I Am Legend The Last Mimzy Sunshine Transformers |
| Melhor Filme de Fantasia               | Enchanted                                      | The Golden Compass Harry Potter and the Order of the Phoenix Pirates of the Caribbean: At World's End Spider-Man 3 Stardust |
| Melhor Filme de Terror                 | Sweeney Todd: The Demon Barber of Fleet Street | 30 Days of Night 1408 Ghost Rider Grindhouse The Mist |
| Melhor Filme de Ação/Aventura/Suspense | 300                                            | 3:10 to Yuma The Bourne Ultimatum Live Free or Die Hard No Country for Old Men There Will Be Blood Zodiac |
| Melhor Filme de Animação               | Ratatouille                                    | Beowulf Meet the Robinsons Shrek the Third The Simpsons Movie Surf's Up |
| Melhor Filme Internacional             | Eastern Promises                               | Black Book Day Watch Goya's Ghosts El Orfanato Sleuth |
| Melhor Ator                            | Will Smith (I Am Legend)                       | Gerard Butler (300) John Cusack (1408) Daniel Day-Lewis (There Will Be Blood) Johnny Depp (Sweeney Todd: The Demon Barber of Fleet Street) Viggo Mortensen (Eastern Promises)                                                      |
| Melhor Atriz                           | Amy Adams (Enchanted)                          | Ashley Judd (Bug) Helena Bonham Carter (Sweeney Todd: The Demon Barber of Fleet Street) Naomi Watts (Eastern Promises) Belén Rueda (The Orphanage) Carice van Houten (Black Book)                                                  |
| Melhor Ator Coadjuvante                | Javier Bardem (No Country for Old Men)         | Ben Foster (3:10 to Yuma) James Franco (Spider-Man 3) Justin Long (Live Free or Die Hard) Alan Rickman (Sweeney Todd: The Demon Barber of Fleet Street) David Wenham (300)                                                         |
| Melhor Atriz Coadjuvante               | Marcia Gay Harden (The Mist)                   | Lena Headey (300) Lizzy Caplan (Cloverfield) Rose McGowan (Grindhouse) Imelda Staunton (Harry Potter and the Order of the Phoenix) Michelle Pfeiffer (Stardust)                                                                    |
| Melhor Ator/Atriz Jovem                | Freddie Highmore (August Rush)                 | Josh Hutcherson (Bridge to Terabithia) Dakota Blue Richards (The Golden Compass) Daniel Radcliffe (Harry Potter and the Order of the Phoenix) Rhiannon Leigh Wryn (The Last Mimzy) Alex Etel (The Water Horse: Legend of the Deep) |
| Melhor Diretor                         | Zack Snyder (300)                              | Paul Greengrass (The Bourne Ultimatum) David Yates (Harry Potter and the Order of the Phoenix) Frank Darabont (The Mist) Sam Raimi (Spider-Man 3) Tim Burton (Sweeney Todd: The Demon Barber of Fleet Street)                      |
| Melhor Roteiro                         | Ratatouille                                    | 300 Beowulf Harry Potter and the Order of the Phoenix No Country for Old Men Sweeney Todd: The Demon Barber of Fleet Street |
| Melhor Trilha Sonora                   | Enchanted                                      | 300 August Rush The Bourne Ultimatum Harry Potter and the Order of the Phoenix There Will Be Blood |
| Melhor Figurino                        | Sweeney Todd: The Demon Barber of Fleet Street | 300 The Golden Compass Harry Potter and the Order of the Phoenix Pirates of the Caribbean: At World's End Stardust |
| Melhor Maquiagem                       | Pirates of the Caribbean: At World's End       | 30 Days of Night 300 Grindhouse Harry Potter and the Order of the Phoenix Sweeney Todd: The Demon Barber of Fleet Street |
| Melhores Efeitos Visuais               | Transformers                                   | 300 The Golden Compass Harry Potter and the Order of the Phoenix Pirates of the Caribbean: At World's End Spider-Man 3 |

### Televisão[1]
| Categoria                             | Vencedor                                                                        | Indicados |
| ------------------------------------- | ------------------------------------------------------------------------------- | --- |
| Melhor Série de Televisão Aberta      | Lost                                                                            | Heroes Journeyman Pushing Daisies Supernatural Terminator: The Sarah Connor Chronicles                                                                            |
| Melhor Série de Televisão a Cabo      | Dexter                                                                          | Battlestar Galactica The Closer Kyle XY Saving Grace Stargate SG-1                                                                                                |
| Melhor Especial de Televisão          | Family Guy: Blue Harvest                                                        | The Company Fallen Masters of Science Fiction Tin Man Battlestar Galactica: Razor Shrek the Halls                                                                 |
| Melhor Ator de Televisão              | Matthew Fox (Lost)                                                              | Matt Dallas (Kyle XY) Michael C. Hall (Dexter) Kevin McKidd (Journeyman) Edward James Olmos (Battestar Galactica) Lee Pace (Pushing Daisies)                      |
| Melhor Atriz de Televisão             | Jennifer Love Hewitt (Ghost Whisperer)                                          | Anna Friel (Pushing Daisies) Lena Headey (Terminator: The Sarah Connor Chronicles) Holly Hunter (Saving Grace) Evangeline Lilly (Lost) Kyra Sedgwick (The Closer) |
| Melhor Ator Coadjuvante de Televisão  | Michael Emerson (Lost)                                                          | Erik King (Dexter) Greg Grunberg (Heroes) Masi Oka (Heroes) Josh Holloway (Lost) Terry O'Quinn (Lost)                                                             |
| Melhor Atriz Coadjuvante de Televisão | Summer Glau (Terminator: The Sarah Connor Chronicles) Elizabeth Mitchell (Lost) | Jaimie Alexander (Kyle XY) Jennifer Carpenter (Dexter) Jaime Murray (Dexter) Hayden Panettiere (Heroes)                                                           |
| Melhor Série Internacional            | Doctor Who                                                                      | Torchwood Cape Wrath Jekyll Life on Mars Robin Hood |

### DVD
| Categoria                                  | Vencedor                    | Indicados |
| ------------------------------------------ | --------------------------- | --- |
| Melhor Lançamento em DVD                   | The Cabinet of Dr. Caligari | Behind the Mask: The Rise of Leslie Vernon Driftwood The Man from Earth The Nines White Noise 2: The Light   |
| Melhor Edição Especial em DVD              | Blade Runner                | Big Close Encounters of the Third Kind Death Proof El laberinto del fauno Troy                               |
| Melhor Lançamento de Filme Clássico em DVD | The Monster Squad           | Alligator The Dark Crystal Face/Off Flash Gordon Witchfinder General                                         |
| Melhor Coleção em DVD                      | The Mario Bava Collection   | The Godzilla Collection The Sergio Leone Collection The Sonny Chiba Collection Stanley Kubrick Vincent Price |
| Melhor Série de Televisão em DVD           | Heroes (1ª temporada)       | Eureka (1ª temporada) Hustle (2ª e 3ª temporadas) Lost (3ª temporada) Spooks (volumes 4 e 5) Planet Earth    |
| Melhor Série Clássica de Televisão em DVD  | Twin Peaks                  | The Young Indiana Jones Chronicles Count Dracula Land of the Giants Mission: Impossible The Wild Wild West   |

### Prêmios especiais
- Prêmio George Pal Memorial: Guillermo del Toro.
- Prêmio Especial de Realização: Tim Lucus e Donna Lucas.
- Prêmio por Serviço: Fred Barton.
- Prêmio pela Carreira: Robert Halmi e Robert Halmi Jr.
- Prêmio de Exibição de Cineastas: Matt Reeves, por Cloverfield.